# Kirchberg an der Pielach
Pour les articles homonymes, voir Kirchberg.
Kirchberg an der Pielach est une commune autrichienne du district de Sankt Pölten-Land en Basse-Autriche.

## Géographie
Kirchberg an der Pielach est située dans la vallée de la Pielach (w:de:Pielach), dans le Mostviertel (région du moût de fruits, l'une des 4 divisions géographiques de la Basse-Autriche). La superficie de la commune est de 63,5 km2, dont 55 % sont boisés. C'est une des gares de la Mariazellerbahn, reliant Sankt-Pölten à Mariazell.

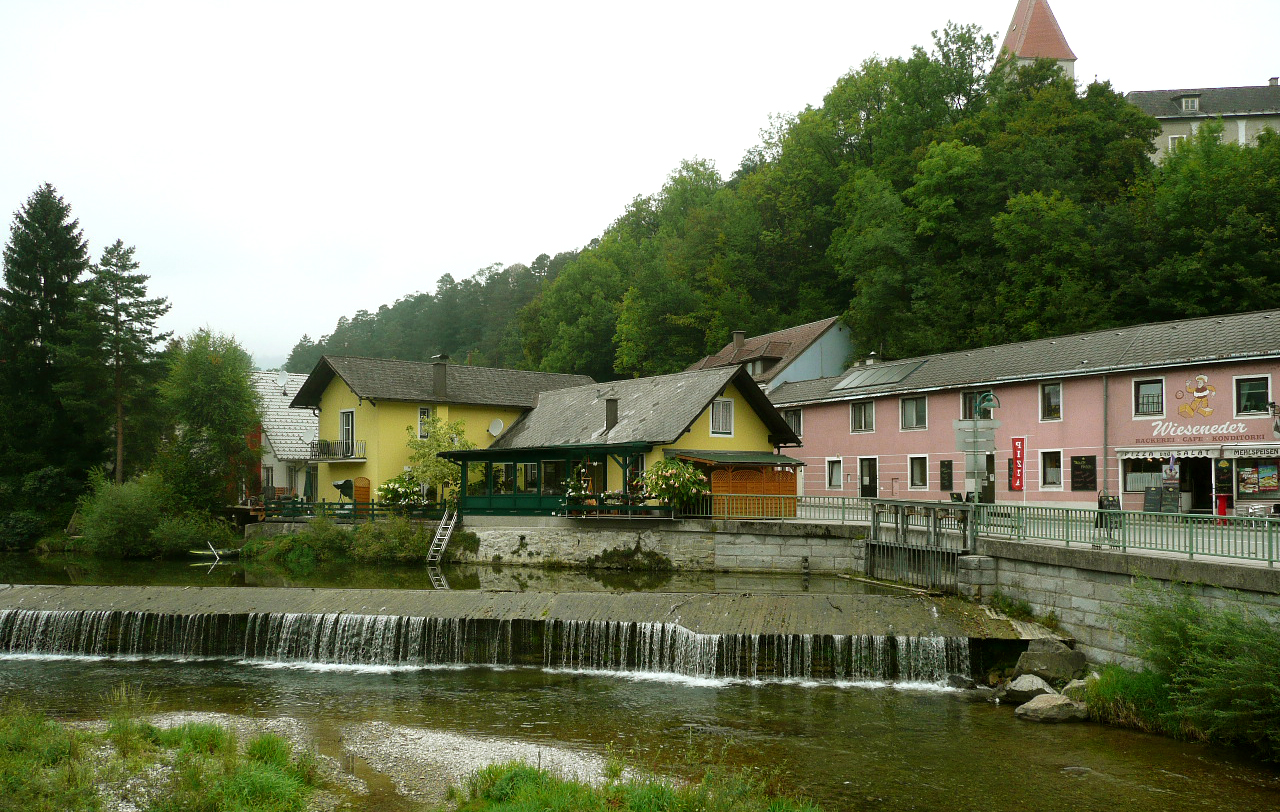
La rivière Pielach à Kirchberg